# Rakesh Pandit
Rakesh Pandit (Bombay, 8 de septiembre de 1967) es un cantante de playback de la India. Interpretó temas musicales para películas de éxito como Omkara y Guzaarish. Ha cantado para más de 100 temas musicales de Bollywood.

## Biografía
Nació en Bombay, India, es hijo del famoso artista de música clásica Shambhu Pandit y sobrino de Shankar Pandit. Su hermano es el compositor y violinista Deepak Pandit. comenzó su formación en música clásica con su padre.

## Carrera
Rakesh Pandit debutó a partir de 1994, cuando interpretó su primer tema musical para una película titulada "Alaaps" y luego para una película titulada "Mohra", con el tema musical "Tu cheez badi hai mast mast".
Ganó reconocimientos después de su tema musical en las películas Maqbool y Omkara. Sus canciones como Tum aaye jo mein zindagi y Pee loon, fueron interpretadas para una película titulada "Once Upon A Time In Mumbaai", en la que fueron éxitos. 
Interpreta la música clásica y populares para bhajan, Ghazal qawwali y Sufiana.

## Filmografía
- Guzaarish
- Omkara
- Maqbool